# ناحیه اردال، شهرستان گرانت، مینه سوتا
ناحیه اردال (به انگلیسی: Erdahl Township) یک منطقهٔ مسکونی در ایالات متحده آمریکا است که در شهرستان گرنت، مینه‌سوتا واقع شده‌است.
 ناحیه اردال ۹۳٫۰ کیلومتر مربع مساحت و ۳۴۳ نفر جمعیت دارد و ۳۸۳ متر بالاتر از سطح دریا واقع شده‌است.